# グルノザ・マトニヤゾワ

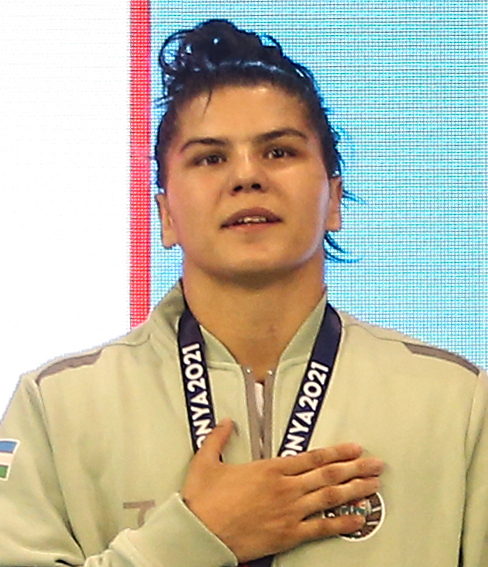
2021年

グルノザ・マトニヤゾワ（Gulnoza Matniyazova　1994年8月10日- ）はウズベキスタンのホラズム州出身の柔道選手。身長168cm。階級は70kg級。

## 経歴
柔道は5歳の時に兄弟と始めた。2008年のアジアユース52kg級で優勝した。2009年の世界カデ63kg級では決勝で田代未来に払腰で敗れて2位だった。2010年のアジアジュニアでは2位だったが、ユースオリンピックでは5位だった。2011年のアジアジュニアで優勝したが、世界ジュニアでは7位だった。2012年にはグランプリ・バクーで3位になった。2013年のアジア選手権とグランプリ・タシュケントで3位になったが、世界ジュニアでは5位だった。2014年の世界選手権で7位、アジア大会では5位だった。2015年のアジア選手権では2位になった。2016年には地元開催のグランプリ・タシュケントでIJFワールド柔道ツアー初優勝を飾るも、リオデジャネイロオリンピックでは初戦でポーランドのキャサリン・クライスに指導2で敗れた。2017年にはグランプリ・タシュケントで2連覇すると、イスラム諸国連帯競技大会でも優勝した。2018年のアジア大会では3位、2019年のアジアパシフィック選手権とグランプリ・タシュケントで2位、ミリタリーワールドゲームズでは3位だった。2021年にはグランプリからグランドスラムに格上げされた地元開催のグランドスラム・タシケントで3位になり、ウズベキスタンの女子選手で初めてグランドスラム大会でメダルを獲得することになった。続くグランドスラム・トビリシでも3位になると、アジア・オセアニア選手権では優勝した。世界団体では3位になった。7月に日本武道館で開催された東京オリンピックでは2回戦で敗れた。2024年のパリオリンピックでも2回戦で敗れた。

## 主な戦績
- 2008年 - アジアユース　優勝(52kg級)

63kg級での戦績
- 2009年 - 世界カデ　2位
- 2010年 - アジアジュニア　2位
- 2010年 - ユースオリンピック　5位

70kg級での戦績
- 2011年 - アジアジュニア　優勝
- 2011年 - 世界ジュニア　7位
- 2012年 - アジア選手権　5位
- 2012年 - グランプリ・バクー　3位
- 2013年 - アジア選手権　3位
- 2013年 - グランプリ・タシュケント　3位
- 2013年 - 世界ジュニア　5位
- 2014年 - 世界選手権　7位
- 2014年 - アジア大会　5位
- 2015年 - アジア選手権　2位
- 2016年 - アジア選手権　3位
- 2016年 - グランプリ・ブダペスト　3位
- 2016年 - グランプリ・タシュケント　優勝
- 2016年 - グランドスラム・東京　7位
- 2017年 - イスラム諸国連帯競技大会　優勝
- 2017年 - グランプリ・タシュケント　優勝
- 2018年 - アジア大会　3位
- 2019年 - アジアパシフィック選手権　2位
- 2019年 - ユニバーシアード　5位
- 2019年 - グランプリ・タシュケント　2位
- 2019年 - ミリタリーワールドゲームズ　3位
- 2021年 - グランドスラム・タシケント　3位
- 2021年 - グランドスラム・トビリシ　3位
- 2021年 - アジア・オセアニア選手権　個人戦　優勝　団体戦　3位
- 2021年 -　世界団体　3位
- 2022年 -　グランドスラム・ウランバートル 3位
- 2022年 -　アジア選手権 2位
- 2022年 - イスラム諸国連帯競技大会　優勝
- 2023年 -　グランドスラム・タシケント　3位
- 2023年 - アジア大会　個人戦　3位　団体戦　2位
- 2024年 -　グランプリ・オディベーラス　2位
- 2024年 - アジア選手権　5位
- 2024年 -　世界団体　5位

(出典、JudoInside.com)